# Libaros
Libaros (okzitanisch: Libaròs) ist eine französische Gemeinde mit 136 Einwohnern (Stand: 1. Januar 2022) im Département Hautes-Pyrénées in der Region Okzitanien. Sie gehört zum Kanton La Vallée de l’Arros et des Baïses im Arrondissement Bagnères-de-Bigorre. Die Bewohner nennen sich Libarosiens.

## Geografie
Libaros liegt auf dem Plateau von Lannemezan, etwa 25 Kilometer ostnordöstlich von Tarbes. Die Baïsole begrenzt die Gemeinde im Nordosten. Nachbargemeinden sind Puydarrieux im Norden, Campuzan im Nordosten, Tournous-Devant im Osten, Galan im Osten und Südosten, Montastruc im Süden und Südwesten, Bonnefont im Westen sowie Sentous im Westen und Nordwesten.

## Bevölkerungsentwicklung
| Jahr                       | 1962 | 1968 | 1975 | 1982 | 1990 | 1999 | 2006 | 2013 | 2020 |
| Einwohner                  | 221  | 193  | 176  | 168  | 173  | 158  | 151  | 137  | 139  |
| Quellen: Cassini und INSEE |      |      |      |      |      |      |      |      |      |

## Sehenswürdigkeiten

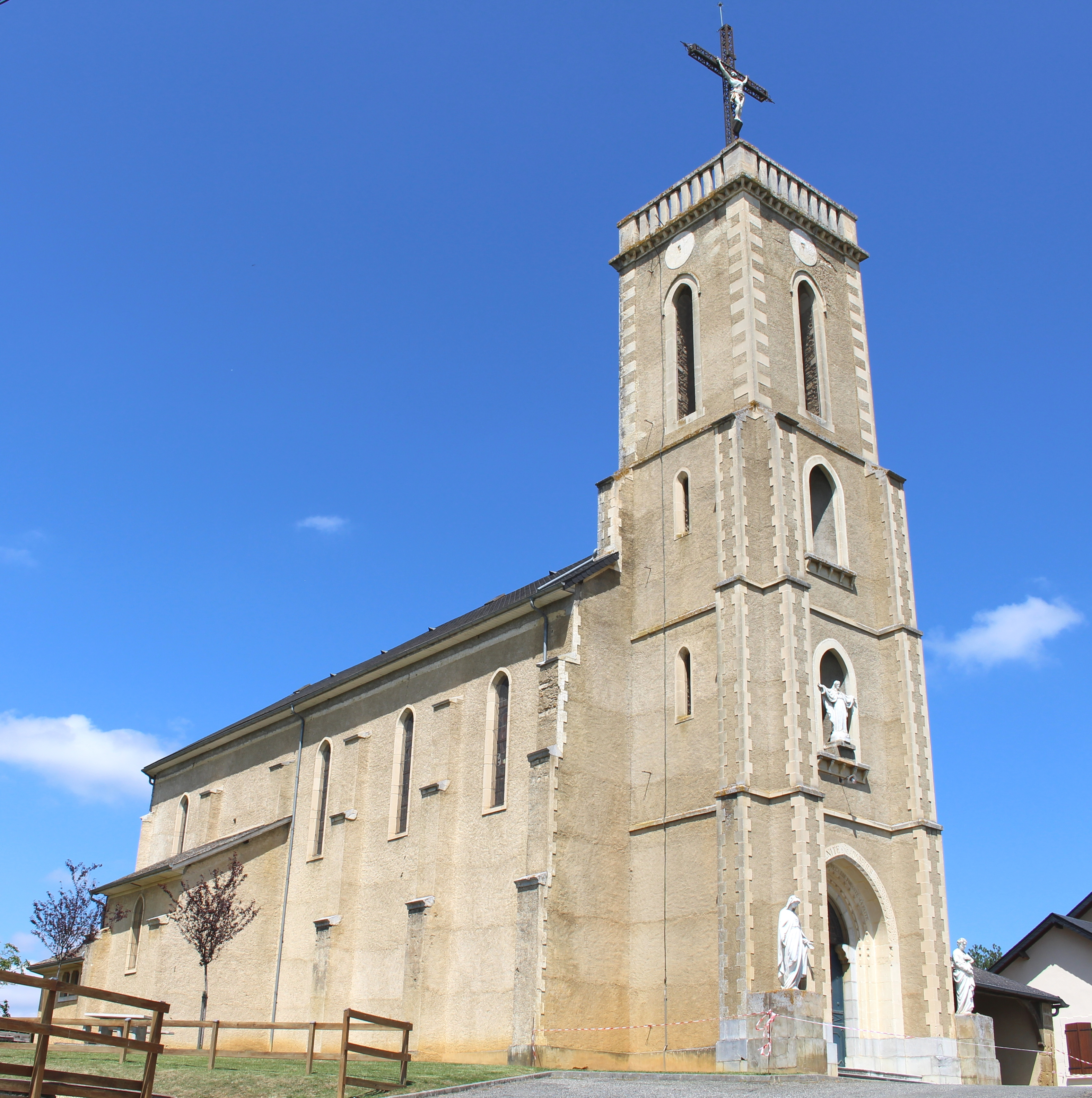
Kirche Saint-Martin
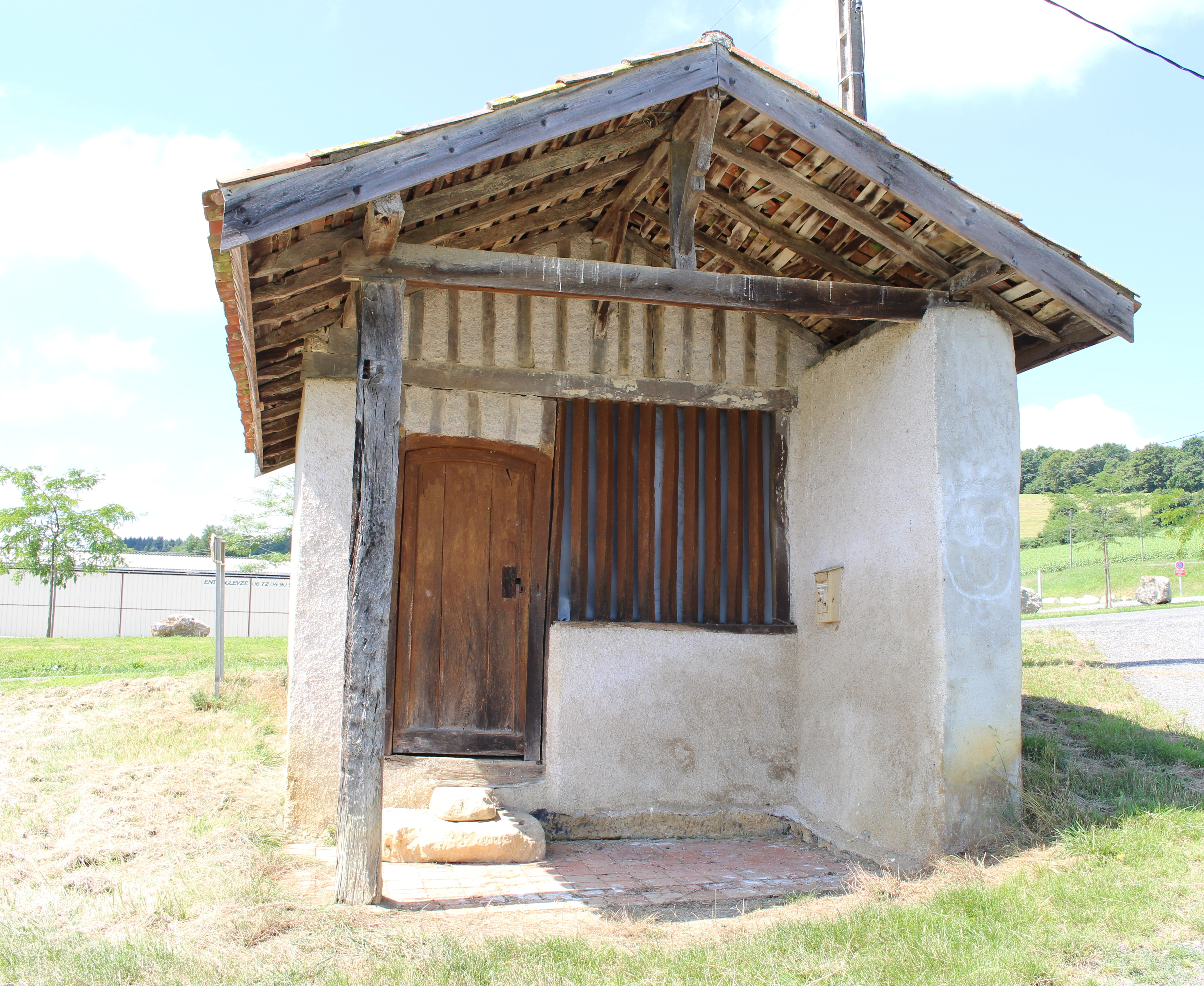
Kapelle Saint-Roch
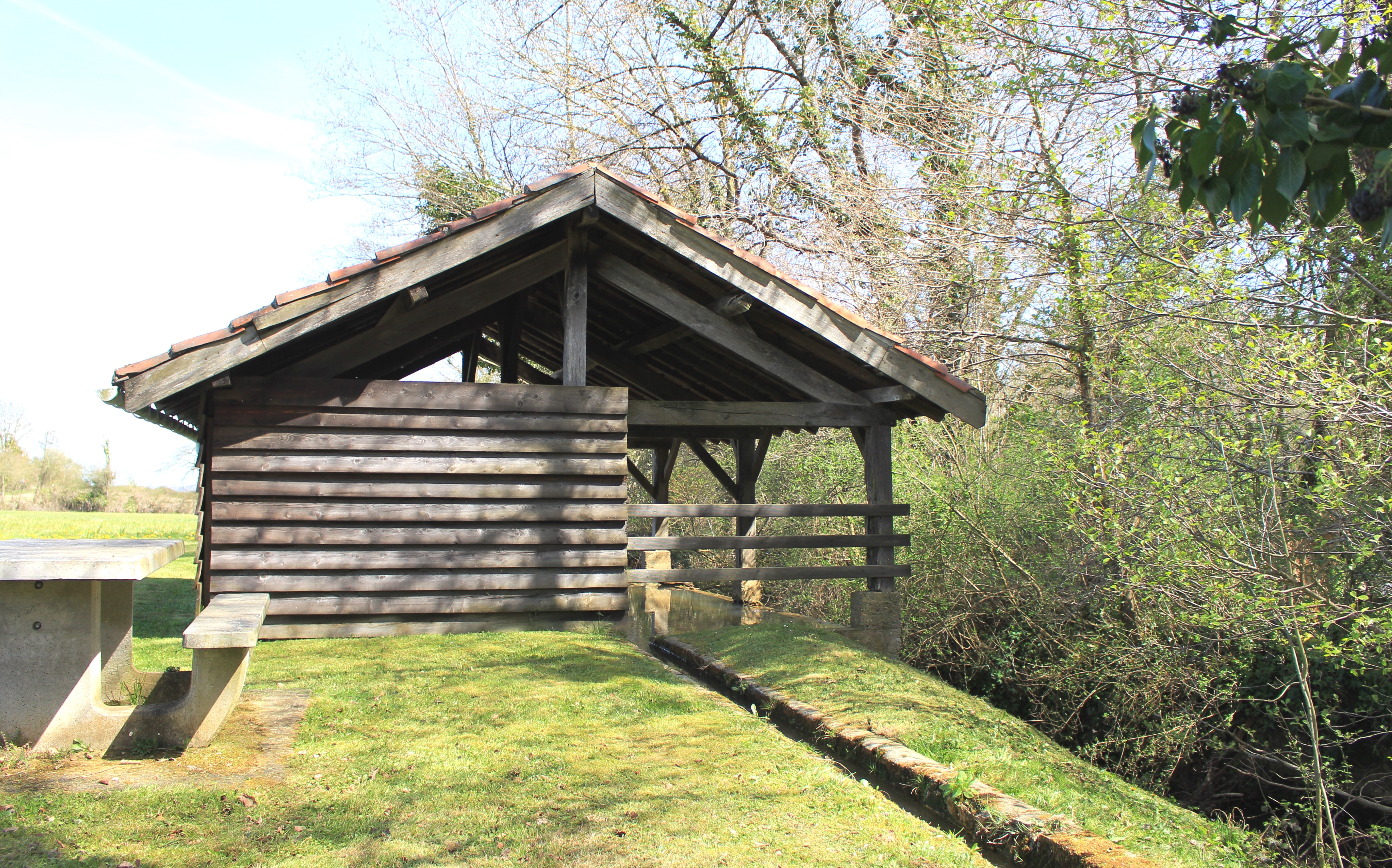
Ehemaliges öffentliches Waschhaus
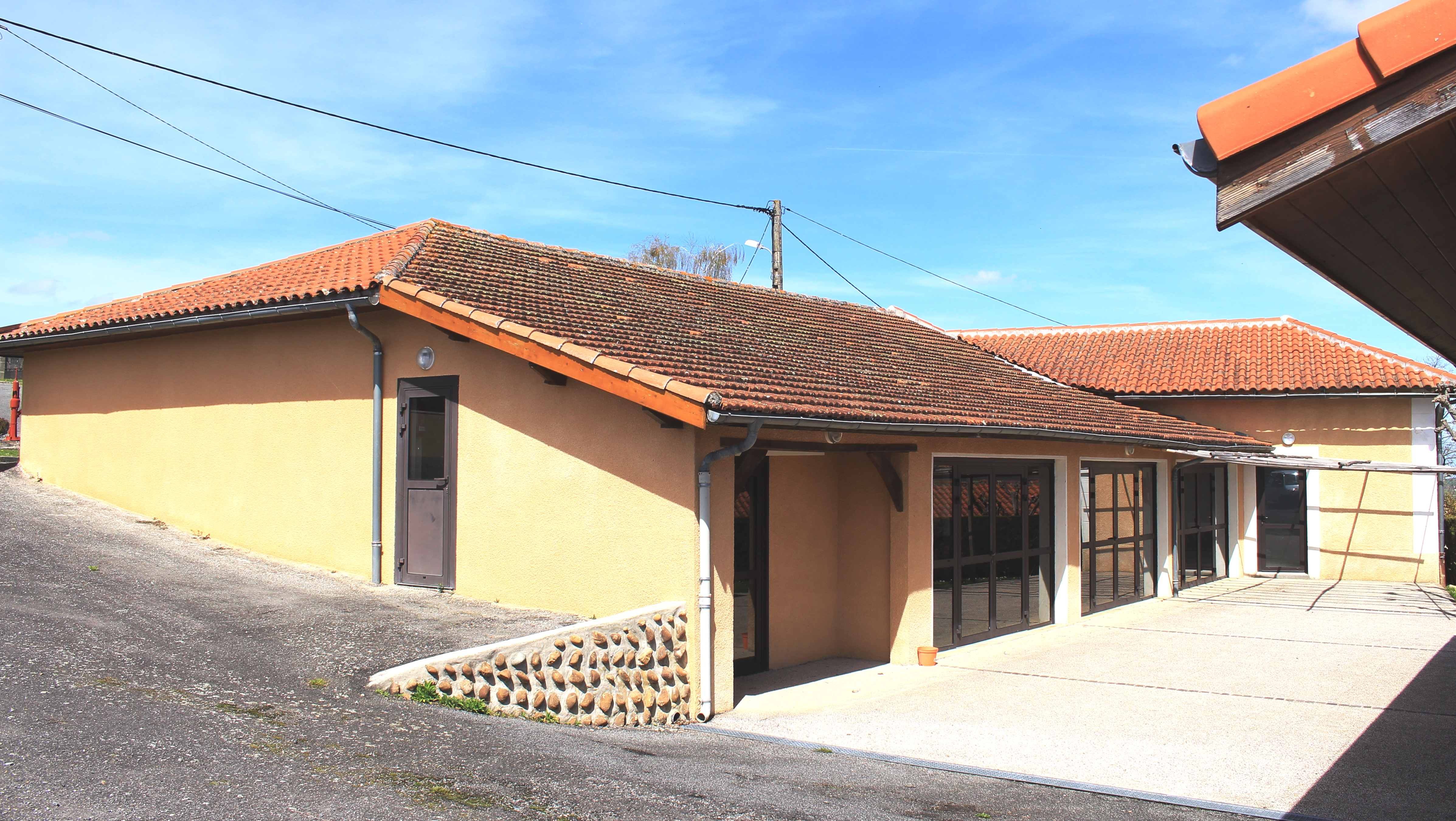
Gemeindefesthalle
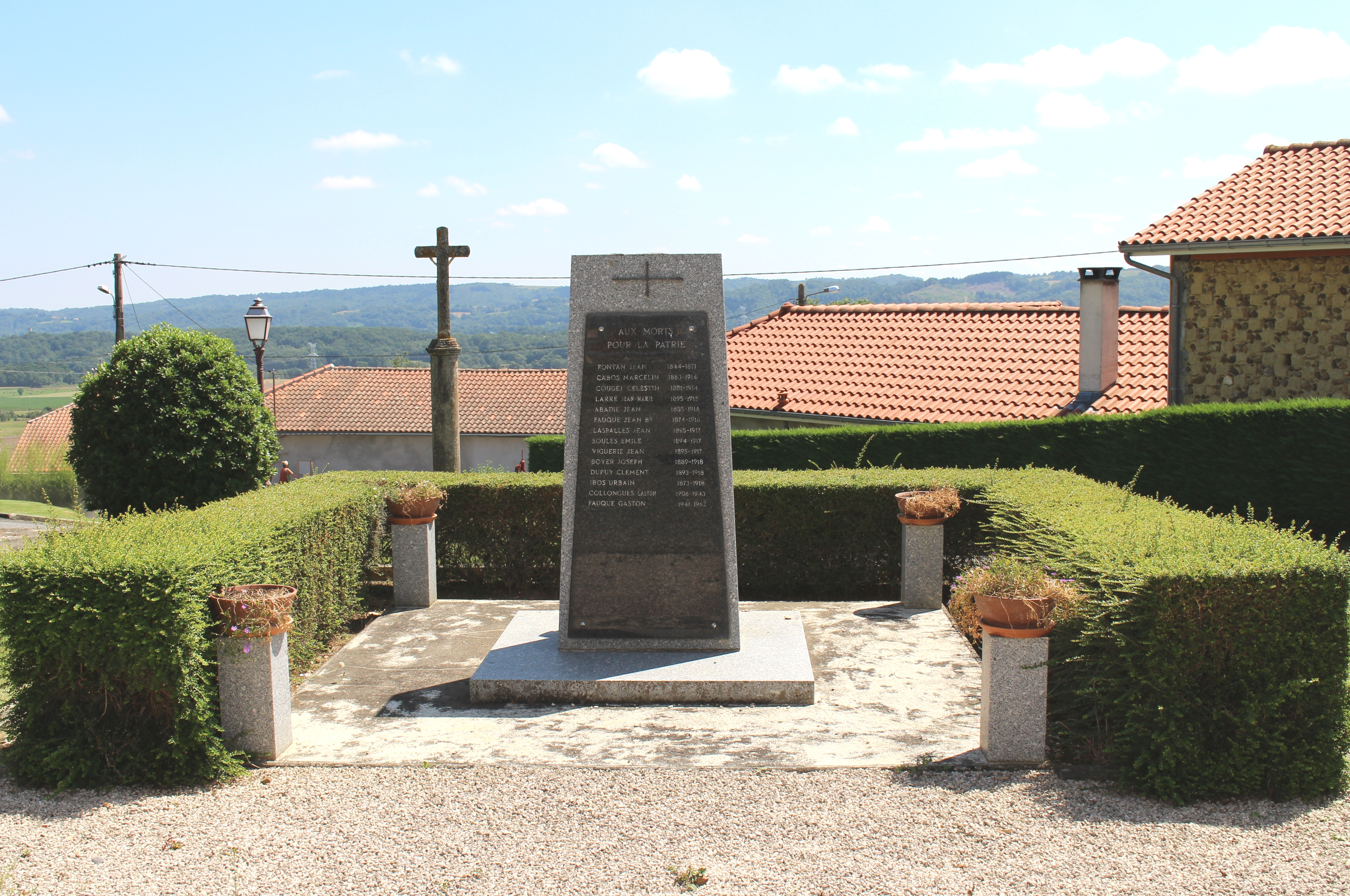
Gefallenendenkmal

- Kirche Saint-Martin
- Kapelle Saint-Roch
- Ehemaliges öffentliches Waschhaus
- Gemeindefesthalle
- Gefallenendenkmal